# STS-85
STS-85 (englisch Space Transportation System) ist die Missionsbezeichnung für einen Flug des US-amerikanischen Space Shuttles Discovery (OV-103) der NASA. Der Start erfolgte am 7. August 1997. Es war die 86. Space-Shuttle-Mission und der 23. Flug der Raumfähre Discovery.

## Mannschaft
- Curtis Brown (4. Raumflug), Kommandant
- Kent Rominger (3. Raumflug), Pilot
- Jan Davis (3. Raumflug), Missionsspezialistin
- Robert Curbeam (1. Raumflug), Missionsspezialist
- Stephen Robinson (1. Raumflug), Missionsspezialist
- Bjarni Tryggvason (1. Raumflug), Nutzlastspezialist ( CSA/ Kanada)

Ursprünglich war Jeffrey Ashby als Pilot vorgesehen, doch wurde er im März 1997 durch Kent Rominger ersetzt, der erst im Dezember 1996 einen Raumflug mit STS-80 durchgeführt hatte. Ashby flog später, bei STS-100, als Pilot unter Romingers Kommando.

## Missionsbeschreibung
Wenige Stunden nach dem Start setzte die Discovery-Crew den deutschen Forschungssatelliten CRISTA-SPAS (Cryogenic Infrared Spectrometers and Telescopes for the Atmosphere) zu dessen zweiter Mission aus. Schwerpunkt seiner Arbeit war die Erforschung der mittleren Schichten der Erdatmosphäre. Mit speziellen Teleskopen und Spektrometern wurden Temperatur, Spurengase und Strömungen in der mittleren Atmosphäre gemessen, insbesondere die Konzentration von Ozon und von Ozon-zersetzenden Substanzen. Entdeckt wurden auch hohe Eiswolken in der polaren Stratosphäre (PSCs) und Mesosphäre (PMCs) sowie große Strömungssysteme in der Atmosphäre, ähnlich den Meeresströmungen. Für den direkten Datenempfang war es notwendig, ständig eine Distanz von 40 bis 100 Kilometer vom Satelliten einzuhalten. Insgesamt waren dazu mehr als 150 Bahnmanöver notwendig.
Ein weiterer Programmpunkt war der Test eines japanischen Roboterarmes (Manipulator Flight Demonstration MFD) für die Raumstation ISS. Mit seiner Hilfe wurden komplizierte Arbeiten ausgeführt, so das Lösen von Schrauben und das Öffnen von Türen. Dabei bewegte sich der Manipulator an einer Gitterstruktur entlang, die in der Nutzlastbucht verankert war. Über ein Computerdisplay war eine Bedienung auch dann möglich, wenn der zu erfassende Gegenstand nicht direkt zu sehen war. So konnte der Robotarm auch von einer Bodenstation aus bedient werden.
Insgesamt wurden 24 wissenschaftliche Untersuchungen zu den Bereichen Technik, Medizin, Ökologie und Astronomie durchgeführt. Zu letzterem gehörten Beobachtungen des Kometen Hale-Bopp mit einem 18-Zentimeter-Ultraviolett-Teleskop. Mit ihm wurden bei mehreren jeweils dreistündigen Beobachtungsserien 30 Bilder pro Sekunde durch 7 verschiedene Filter elektronisch aufgezeichnet. Des Weiteren befanden sich in der Ladebucht ein Extrem-UV-Spektrograph zur Beobachtung der Sonne, anderer Sterne und weiterer Himmelskörper, ein weiterer UV-Spektrograph zur astronomischen Planetenforschung und ein von Studenten entworfenes Experiment zur Messung der Sonnenstrahlung im UV- und Röntgenbereich.
Ein ferngesteuerter Experimentierkomplex (Technology Applications and Science TAS) in der Nutzlastbucht umfasste Untersuchungen zur Bestimmung der Solarkonstanten und der Wärmestrahlung der Sonne (Infrarotradiometer) sowie zur Messung von Wolkenhöhen, Bodenprofilen und Oberflächenvegetationen mit einem Laser-Entfernungsmesser. Außerdem wurden Apparaturen zur Temperaturregelung sowie zur Langzeitkühlung (Experiment Cooler) getestet. Zur Anwendung kam erneut das Space Vision System, mit welchem die Signale mehrerer Kameras digital komprimiert und über einen Fernsehkanal zur Bodenstation übermittelt werden konnten.
Weitere Experimente betrafen die Beobachtung von Verbrennungsprozessen in der Schwerelosigkeit, die Untersuchung des Wachstums von Krebszellen im Bioreactor Demonstration System BDS und der ausführliche Test einer weiterentwickelten, auf einem Magnetfeld schwebenden Plattform, die Bewegungen der Raumfähre so weit dämpfen soll, dass auf ihr stattfindende Experimente nicht wesentlich gestört werden können (Experiment MIM). Kleinere Computerprobleme bei MIM, MFD und TAS konnten weitgehend behoben werden. 
Die sehr erfolgreiche Mission endete wegen Bodennebels am Landeort einen Tag später als geplant auf Piste 33 des Kennedy Space Center, Florida.